# Faiza Darkhani
Faiza Darkhani (Afeganistão, 1992) é uma ambientalista afegã, ativista dos direitos das mulheres e educadora. Em 2021, fez parte da lista 100 Women BBC, que inclui as mulheres mais inspiradoras e influentes do mundo. Faiza é uma das poucas estudiosas das mudanças climáticas no Afeganistão. Ela era formalmente diretora da Agência Nacional de Proteção Ambiental na província de Badakhshan.

Ela frequentou a Universidade Badakhshan; seguida de estudos na Universidade de Putra Malaysia (também conhecida como Universiti Putra Malaysia), onde se formou com mestrado em arquitetura paisagística. A sua investigação centra-se na gestão sustentável das paisagens urbanas e na relação entre a agricultura urbana e a segurança alimentar.
Destacar-se na multidão é uma decisão corajosa.Você deve seguir seus sonhos e transformá-los em realidade, e meu sonho é ter um ambiente limpo e seguro, livre de guerra e de todo tipo de poluição.– Faiza Darkhani 